# Cope Records
Cope Records is een Deens platenlabel voor popmuziek, rock en hiphop. Het werd in 1999 opgericht en richtte zich aanvankelijk op allerlei muziekgenres, waaronder jazz. Later kwam het bedrijf met een sublabel, Calibrated, dat zich exclusief richtte op het uitbrengen van jazz.
Sinds de oprichting heeft het meer dan 160 platen uitgebracht (2011), de meeste van Deense musici. Enkele namen: Horace Parlan, Teddy Edwards, Thulla, Maya Albana, Mads Vinding, Danish Radio Big Band, Peter Rosendal en WonderBrazz. Het label is gevestigd in Kopenhagen.